# Bellas Fuentes
Bellas Fuentes är en ort i Mexiko.   Den ligger i kommunen La Huacana och delstaten Michoacán de Ocampo, i den södra delen av landet, 300 km väster om huvudstaden Mexico City. Bellas Fuentes ligger 186 meter över havet och antalet invånare är 692. Den ligger vid sjön Presa Adolfo López Mateos.
Terrängen runt Bellas Fuentes är kuperad. Runt Bellas Fuentes är det glesbefolkat, med 15 invånare per kvadratkilometer. Närmaste större samhälle är Cupuán del Río, 19,5 km väster om Bellas Fuentes. Trakten runt Bellas Fuentes består till största delen av jordbruksmark.